# Moção de censura construtiva
A denominada moção de censura construtiva (em alemão: konstruktives Misstrauensvotum, “voto de censura construtivo”) é uma variante da clássica moção de censura dos sistemas de governo parlamentares na qual o parlamento só pode retirar a confiança ao primeiro-ministro - forçando portanto a queda do seu governo- se e só se já haja sido previamente eleito um sucessor por uma maioria de votos. Embora o conceito tenha sido originalmente inventado na Alemanha, na atualidade também é usado em Bélgica, Eslovénia, Espanha, Hungria e Israel (embora com algumas alterações específicas neste último país).